# Eumea
Eumea – rodzaj muchówek z rodziny rączycowatych (Tachinidae).

## Wybrane gatunki
- E. caesar (Aldrich, 1916)[2]
- E. linearicornis (Zetterstedt, 1844)[1]
- E. mitis (Meigen, 1824)[1]